# Tonga nos Jogos Olímpicos de Verão de 2012
Tonga participou dos Jogos Olímpicos de Verão de 2012, em Londres, no Reino Unido. O país estreou nos Jogos em 1984 e está foi sua oitava participação.

## Desempenho

### Atletismo
| Atleta          | Prova                      | Eliminatórias | Eliminatórias | Quartos-finais | Quartos-finais | Semifinal   | Semifinal   | Final       |             |
| Atleta          | Prova                      | Resultado     | Pos.          | Resultado      | Pos.           | Resultado   | Pos.        | Resultado   |             |
| --------------- | -------------------------- | ------------- | ------------- | -------------- | -------------- | ----------- | ----------- | ----------- | ----------- |
| Joseph Andy Lui | 100 m masculino            | 11s17         | 4º/bat. 1     | Não avançou    | Não avançou    | Não avançou | Não avançou | Não avançou | Não avançou |
| Ana Po'uhila    | Arremesso de peso feminino | 15.80         | 30º           | Não avançou    | Não avançou    | Não avançou | Não avançou | Não avançou | Não avançou |

### Natação
| Atleta      | Evento               | Eliminatórias | Eliminatórias | Semifinal   | Semifinal   | Final       | Final       |
| Atleta      | Evento               | Tempo         | Posição       | Tempo       | Posição     | Tempo       | Posição     |
| ----------- | -------------------- | ------------- | ------------- | ----------- | ----------- | ----------- | ----------- |
| Amini Fonua | 50 m peito masculino | 1:03.65       | 43º           | Não avançou | Não avançou | Não avançou | Não avançou |